# Оровилл (водохранилище)
Оровилл — водохранилище на реке Фетер (левый приток реки Сакраменто) у одноимённого города в округе Бьютт штата Калифорния.

## История
Долгое время на местах будущего водохранилища проживали Майду — исчезающая племенная группа индейцев.
Первые проекты по созданию водохранилищ в Центральной долине начали разрабатываться в 1935 году.
Оровиллская плотина была построена в период с 1961 по 1967 год и достигла высоты 235 метров, что сделало её самой высокой в США.

## Сведения
Водохранилище Оровилл является частью крупного гидротехнического комплекса, кроме основной плотины включающего три гидроэлектростанции (две из которых являются обратимыми ГЭС-ГАЭС), плотины и резервуары, обеспечивающие их работу, рыбоводный завод и другие сооружения.
Водохранилище находится в месте слияния крупных притоков реки Фетер, которые и являются источником воды. Объём водохранилища более 4,3 км³, площадь около 64 км², высота уреза воды около 274 м над уровнем моря (при максимальном наполнении).

## Эвакуация в 2017 году
12 февраля 2017 года около 200 тыс. человек из населённых пунктов ниже водохранилища были эвакуированы на несколько дней из-за аварийной ситуации на водосбросных сооружениях оровиллского гидроузла, которая при неблагоприятном развитии могла бы привести к катастрофическому сливу части водохранилища.